# 山鹑属
山鹑属（学名：Perdix）为雉科的一个属。

## 下属物种
本属包括以下物种：
- 斑翅山鹑 Perdix dauurica (Pallas, 1811)
- 高原山鹑 Perdix hodgsoniae (Hodgson, 1857)
- 灰山鹑 Perdix perdix (Linnaeus, 1758)